# Triplophyllum funestum
Triplophyllum funestum är en ormbunkeart som först beskrevs av Kze., och fick sitt nu gällande namn av Holtt. Triplophyllum funestum ingår i släktet Triplophyllum och familjen Tectariaceae. Inga underarter finns listade.